# Тенпуку
Тенпуку (天福), позната и као Темпуку је јапанска ера (ненко) која је настала после Џоеи и пре Бунрјаку ере. Временски је трајала од априла 1233. до новембра 1234. године и припадала је Камакура периоду. Владајући монарх био је цар Шиџо.

## Важнији догађаји Тенпуку ере
- 1233. (Тенпуку 1, први месец): Куџо Јорицуне добија титулу средњег саветника (чунагона).[3]